# فلاديمير بيليافسكي
فلاديمير بيليافسكي (بالروسية: Белявский, Владимир Иванович)‏ هو مدرب كرة قدم ولاعب كرة قدم بيلاروسي، ولد في 27 يونيو 1962. لعب مع نادي بلشينا بوبرويسك.